# Maoricolpus roseus
Maoricolpus roseus là một loài ốc biển, là động vật thân mềm chân bụng sống ở biển trong họ Turritellidae, chỉ có ở New Zealand.
A subspecies of this species has been được mô tả: Maoricolpus roseus manukauensis Powell, 1931

## Hình ảnh

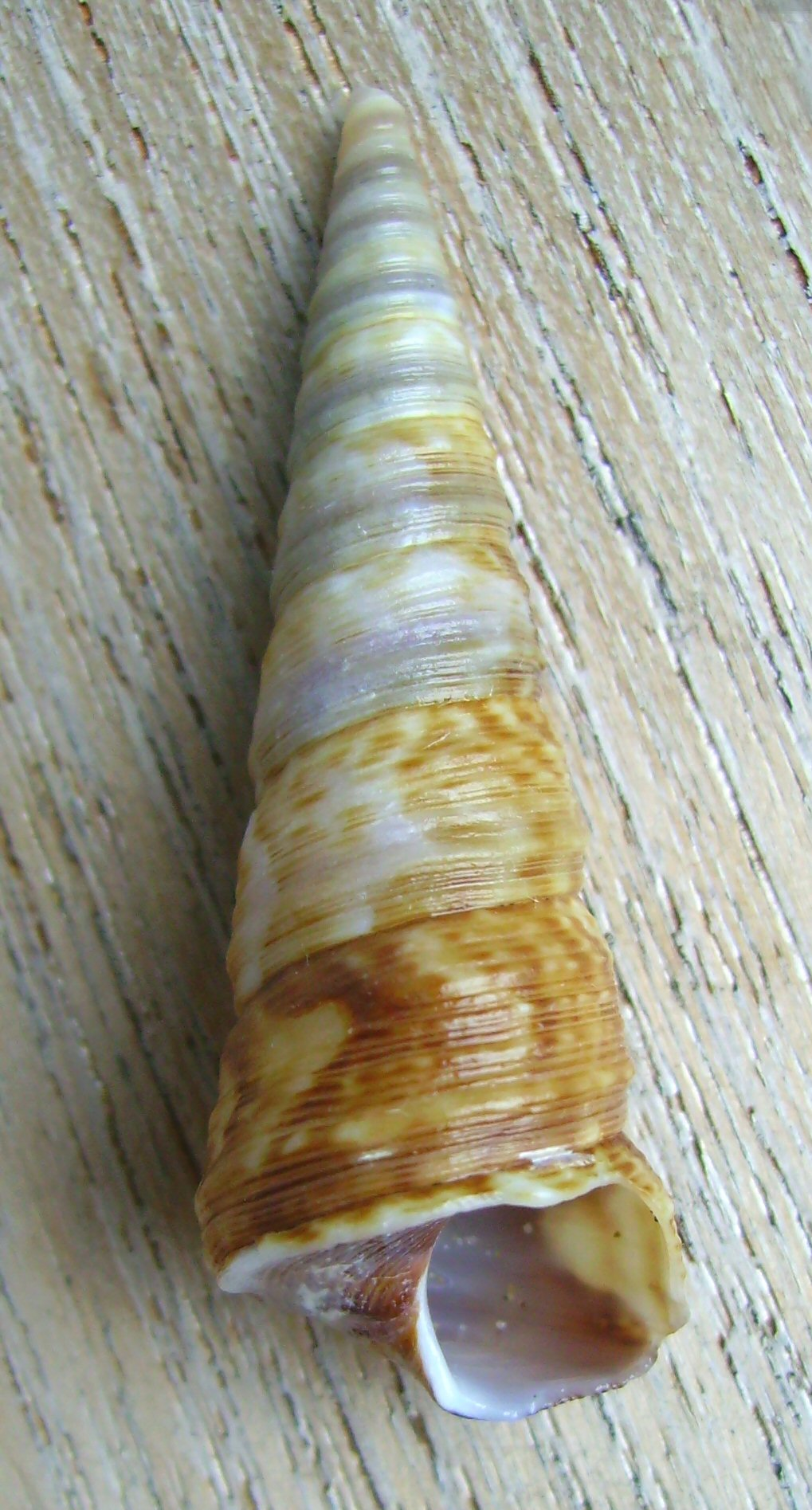